# اچ‌ام‌اس بدوین (اف۶۷)
اچ‌ام‌اس بدوین (اف۶۷) (به انگلیسی: HMS Bedouin (F67)) یک کشتی بود که طول آن ۳۷۷ فوت (۱۱۵ متر) بود. این کشتی در سال ۱۹۳۷ ساخته شد.